# Neolophonotus carorum
Neolophonotus carorum là một loài ruồi trong họ Asilidae. Neolophonotus carorum được Londt miêu tả năm 1986. Loài này phân bố ở vùng nhiệt đới châu Phi.